# Plesionika edwardsii
Plesionika edwardsii är en kräftdjursart som först beskrevs av Brandt 1851.  Plesionika edwardsii ingår i släktet Plesionika och familjen Pandalidae. Inga underarter finns listade i Catalogue of Life.